# Ратта (село)
Ратта — село в Красноселькупском районе Ямало-Ненецкого автономного округа России.

## География
Расположено на берегу реки Таз вблизи устья реки Ратта.
Ратта — самое отдалённое село района. Находится в 900 км к юго-востоку от Салехарда и в 246 км к югу от районного центра, села Красноселькуп.

## Население
| 1989 | 2002 | 2010 | 2011 | 2012 | 2013 | 2014 |
| ---- | ---- | ---- | ---- | ---- | ---- | ---- |
| 225  | ↗245 | ↘234 | →234 | ↘199 | ↘187 | ↘183 |
| 2015 | 2016 | 2017 | 2018 | 2019 | 2021 |      |
| ↘139 | ↗142 | ↗171 | ↗186 | ↗192 | ↗262 |      |

Сёла Ратта и соседнее Толька являются основным местом проживания селькупов в Ямало-Ненецком автономном округе.

## История
Деревня известна с 1837 года. В 1967 году получила статус села.
С 2005 до 2021 гг. образовывало сельское поселение село Ратта, упразднённое в связи с преобразованием муниципального района в муниципальный округ в 2021 году.